# Dominic Behan
Dominic Behan (en irlandès: Doiminic Ó Beacháin, 22 d'octubre de 1928 - 3 d'agost de 1989) va ser un cantautor, cantant, escriptor d'històries curtes, novel·lista i dramaturg irlandès que va escriure tant en irlandès com en anglès. També va ser un socialista compromès i republicà irlandès. Nascut en una família literària, Dominic Behan va ser un dels compositors irlandesos més influents del segle xx.

## Biografia

### Primers anys
Behan va néixer a Dublín en una família de classe obrera culturitzada. El seu pare, Stephen Behan, va lluitar per l'Exèrcit Republicà Irlandès (IRA) a la Guerra angloirlandesa. Dominic era el germà del també escriptor Brendan Behan. La seva mare, Kathleen, una col·leccionista de cançons i històries, va portar els nois a les gires literàries de la ciutat. L'oncle matern de Behan, Peadar Kearney, va escriure "La cançó d'un soldat", la cançó en la qual es va basar en l'himne nacional irlandès. Un altre germà, Brian, també va ser dramaturg i escriptor.
A l'edat de tretze anys, Dominic va deixar l'escola per seguir els passos del seu pare en el negoci de pintor de cases. La casa familiar en què va viure Behan era propietat de Christine English, àvia de Dominic, que posseïa diverses propietats a la ciutat. El seu pare, Stephen, era membre de l'IRA i havia estat un dels "Dotze Apòstols" de Michael Collins, que van ser responsables de la mort de diversos oficials de l'exèrcit britànic durant la Guerra d'Independència irlandesa. Va ser vetat d'una futura carrera professional per negar-se a jurar lleialtat a la Corona britànica durant la guerra d'independència.

### Republicanisme i activitat política
El 1937, la família es va traslladar a un nou projecte d'habitatge municipal a Crumlin. Aquí, Behan es va convertir en membre de Fianna Éireann, l'organització juvenil de l'IRA i va publicar els seus primers poemes i prosa en la revista de l'organització Fianna: the Voice of Young Ireland (Fianna: la veu de la jove Irlanda). El 1952, Behan va ser arrestat a Dublín per liderar una campanya de desobediència civil en protesta contra el fracàs del govern a l'hora de fer front a l'atur i altres problemes econòmics crítics. Behan va ser empresonat posteriorment per la seva participació en altres campanyes de protesta pel tractament del govern a la classe treballadora a Irlanda.

### Escriptor
Quan va sortir de la presó, Behan es va traslladar a Escòcia durant un temps, vivint amb el poeta escocès Hugh MacDiarmid al sud de Glasgow; Behan sempre va acreditar a MacDiarmid amb gran part del seu primer desenvolupament com a escriptor, arribant a veure el vers com un mitjà més àgil per als seus pensaments en aquell moment: només serien alguns anys després que Behan escrivís la seva primera obra de teatre. Mentre vivia amb MacDiarmid, Behan es va involucrar en el que ara es coneix com l'"Exèrcit Republicà Escocès", establint enllaços de l'IRA, que mantenia vincles històrics amb l'SRA. Va ser durant aquest temps quan Behan es va reunir amb la seva futura esposa, Josephine Quinn, la filla de John Quinn, un ebenista i periodista a temps parcial de Glasgow, i Bridget Quinn, que va dirigir una casa segura per a diverses organitzacions revolucionàries. A la casa de Bridget Quinn, Behan va ser presentat per primera vegada a Josephine Quinn, que es va casar amb Behan l'any 1955.
Behan va emigrar a Londres, on va trobar feina amb la BBC, escrivint guions de ràdio, principalment per al Third Programme (Tercer Programa). La seva obra Posterity Be Damned (Posteritat maleïda), produïda al Gaiety Theatre de Dublín el 1959, va tractar l'activitat republicana després de la Guerra Civil de 1922-23. Una novel·la autobiogràfica, Teems of Times (1961), va ser ben rebuda per a la crítica, (particularment del crític de teatre de The Observer Kenneth Tynan, que va ser inusualment efusivu en el seu elogi); el llibre va ser posteriorment dramatitzat per a la televisió el 1977 per RTÉ. La seva autobiografia, Tell Dublin I Miss Her (Expliqueu-li a Dublín que l'enyoro), també va ser publicada el 1961 i es va vendre bé als Estats Units. Una biografia del seu germà titulada My Brother Brendan va aparèixer el 1965, però a causa d'una disputa legal, Behan no va rebre pràcticament cap ingrés d'aquest llibre.
Durant els anys seixanta i setanta, Behan va escriure gairebé 20 obres de televisió per a la televisió britànica en programes com ara Play for Today i Bussard Theater. Una d'aquestes obres, The Folk Singer (1972), una història que es va centrar en les arrels sectàries del conflicte d'Irlanda del Nord, va ser reestructurada per al teatre i es va presentar durant l'auge dels problemes del teatre líric de Belfast, protagonitzada per un jove actor escocès Ken Stott.
També durant la dècada dels seixanta i principis dels anys 70, juntament amb l'escriptura de nombroses obres de teatre, poemes i cançons televisives, Behan va treballar amb el lideratge de l'IRA oficial per recaptar fons (en la seva majoria plantejats durant llargues conferències als Estats Units) per establir un lloc permanent escola d'estiu a Mornington (Co. Meath), que tenia com a objectiu acostar els joves protestants i els treballadors de la classe treballadora catòlica en un escenari d'aventures amb l'objectiu de trencar les barreres sectàries fomentant el treball en equip. L'escola va cursar cursos cada any a través de la majoria de la dècada de 1970 i va ser un homenatge a la creença de Behan que els problemes a Irlanda del Nord es resoldrien només mitjançant el diàleg i el respecte.
Behan era un home autodidacta, l'intel·lecte del qual era tal que va comptar amb molts pensadors respectats entre els seus amics, incloent a Hugh MacDiarmid, el poeta escocès amb qui va viure tres anys, Louis MacNeice', que es va convertir per un temps en soci d'escriptura, principalment per al programa de BBC a l'estranger i HAL Craig el guionista que va produir el guió de la pel·lícula Waterloo. Behan també va trobar temps per treballar a l'educació, havent estat identificat pel departament d'educació de la Regió de Strathclyde com el "Escriptor en residència" per a les escoles secundàries de la Regió. Behan va gaudir d'aquest paper durant més de cinc anys i sempre va expressar la convicció que valia la pena invertir en els joves i el paper a la Regió de Strathclyde li va permetre aconseguir el foment i el reconeixement a l'aspiració del talent.
A través de les relacions amb diverses persones de la indústria de la música, incloent Phil Solomon (un dels propietaris de Radio Caroline), Behan es va mostrar sovint involucrat a ajudar a artistes com The Dubliners, David McWilliams, Christy Moore i molts altres a desenvolupar els seus actes, establir una apreciació de material escènic i, sobretot, en el cas de The Dubliners, d'aquesta manera, Behan va realitzar algunes amistats duradores que van incloure gèneres musicals i van incloure amistats amb Eric Burdon, Jimi Hendrix, Chas Chandler i molts altres artistes.

## Compositor
Es podria dir que era com a lletrista que Behan sobresortia. Va ser un prolífic compositor i va tenir més de 450 cançons publicades durant la seva vida encara que, sens dubte, en va escriure moltes més. Moltes de les seves cançons van ser molt populars a Irlanda i entre els irlandesos que vivien a Gran Bretanya i altres llocs, especialment "The Patriot Game", "McAlpine's Fusiliers", "Avondale" i "Liverpool Lou". El 1958, va llançar The Singing Streets: Childhood Memories of Ireland and Scotland amb Folkways Records, juntament amb el seu col·lega Ewan MacColl amb qui va col·laborar durant diversos anys. Behan, qui era inequívoc en la defensa dels seus drets d'autor, va acusar públicament a Bob Dylan de plagiar "The Patriot Game" per escrit el seu "With God by Our Side".
El 2009, The Patriot Game de Easter Week and After: Songs of the IRA originalment publicada per Topic Records el 1960 es va incloure en el recull del 70è aniversari de la discogràfica titulat Three Score and Ten.